# Mesterfinalen
Il Mesterfinalen, precedentemente noto come Superfinalen (letteralmente "Super finale") e informalmente come Supercoppa di Norvegia, è una competizione calcistica norvegese in cui si affrontano in una gara unica i vincitori dell'Eliteserien e quelli del Norgesmesterskapet.

## Storia
La prima edizione si è disputata nel marzo 2009, con l'incontro tra Stabæk e Vålerenga. L'evento è stato organizzato con la collaborazione di Norsk Toppfotball, TV2 e UNICEF, al quale sono stati devoluti i ricavi.
Lo Stabæk si è aggiudicato la prima edizione, battendo per 3-1 il Vålerenga alla Telenor Arena. La federazione norvegese, giudicato positivamente l'esperimento, decise di riproporre la Superfinalen nel 2010, edizione vinta dal Rosenborg sull'Aalesund. Successivamente, la competizione è stata interrotta per mancanza di interesse da parte degli sponsor e non è stata disputata nel 2011. Dopo un anno è stata ripristinata con la formula originale, senza crismi d'ufficialità ma organizzata soltanto dagli sponsor: nel 2012 si è quindi imposto il Molde, con un 3-2 ai danni dell'Aalesund.
Nel 2017 la competizione è stata introdotta, con il nome di Mesterfinalen ed organizzata dalla Norges Fotballforbund e sponsorizzata dall'UNICEF.

## Albo d'oro
| Anno | Vincitore     | Risultato     | Finalista     |
| ---- | ------------- | ------------- | ------------- |
| 2009 | Stabæk        | 3 - 1         | Vålerenga     |
| 2010 | Rosenborg     | 3 - 1         | Aalesund      |
| 2012 | Molde         | 3 - 2         | Aalesund      |
| 2017 | Rosenborg     | 2 - 0         | Brann         |
| 2018 | Rosenborg     | 1 - 0         | Lillestrøm    |
| 2019 | Non assegnata | Non assegnata | Non assegnata |
| 2020 |               |               |               |